# Velika loža Gvatemale
Velika loža Gvatemale je prostozidarska velika loža v Gvatemali, ki je bila ustanovljena leta 1903.
Združuje 30 lož, ki imajo skupaj 677 članov.